# 亚寒带季风气候
亚寒带季风气候（柯本气候分类法：Dwc)是温带季风气候向高纬的延伸，仅俄罗斯境内有分布。由海陆热力差异造成。比起副极地大陆性气候，亚寒带季风气候夏季降水更多，冬季更暖和，夏季更凉爽，年较差更小。代表城市：鄂霍茨克、马加丹。